# Biggles chystá past
Biggles chystá past (v originále Biggles Sets a Trap) je dobrodružná kniha od autora W. E. Johnse z roku 1962. V Česku vyšla v roce 2001, kdy ji vydalo nakladatelství Toužimský & Moravec v Praze.

## Děj
Inspektor James Bigglesworth (Biggles) a jeho přítel lord Bertram Lissie (Bertie) seděli spolu v kanceláři u policie Scotland Yard, když dovnitř vstoupil muž jménem sir Leofric Landaville. Pověděl jim, že je ze starodávného rodu Landavillů, kteří pomohli králi Jindřichu VII. při bitvě na Bostworthském poli v roce 1485 a ten jim za odměnu přenechal sídlo jménem Ringlesby Hall, kde od té doby Landavillové žijí. Podle královské listiny však dům mohli opustit nejvíce na jeden měsíc a nikdo z Landavillů se z něho nesměl vystěhovat. Biggles se mimochodem s Leofricem setkal už dříve, když mu za nebezpečné létání sebral pilotní průkaz. Leo ale Bigglese seznámil se svým problémem. Jednalo se o tzv. prokletí Landavillů, kdy každý nejstarší syn od člena rodu Landavillů zemře. Biggles se o případ začal zajímat, i když na prokletí nevěřil a tak se společně s Bertiem nechal zavést do Ringlesby Hallu. Tam mu Leo pověděl všechno, co věděl o svých předcích, kde všichni nejstarší synové umírali při podivných nehodách a představil je své přítelkyni Dianě, která za ním často jezdila.
Posledním z obětí byl totiž Leův starší bratr Charles a Leofric se tak začal více bát o svůj život, neboť byl posledním členem rodu. Nejpodivnější na tom bylo, že smrt zastihla Landavilla vždy těsně po tom, co zakrákal havran. Biggles posléze s Bertiem díky nalezené nábojnici a nedopalku od cigarety zjistil, že Charles byl zavražděn. Potvrzovala to i poslední Charlesova slova před smrtí, kdy Lea Charles varoval před „třemi hvězdami“. Leo ukázal Bigglesovi s Bertiem starou truhlu, kde byl uložený dekret a Biggles si všiml, že se někdo pokoušel do ní vloupat. Biggles proto v okně, kudy se vetřelec dostal dovnitř, nastražil past.
Další den se s Bertiem projel po městě, kde si s jedním farářem prohlédli kostel. Farář jim vyprávěl o událostech po bitvě na Bostworthském poli a také, že v kostele jsou kromě rodu Landavillů pohřbeni i De Warinové, dřívější majitelé Ringlesby Hallu, které Jindřich VII. vyhnal, protože při bitvě stáli proti němu. Biggles se dále dozvěděl, že ve městě De Warinům patřila hospoda a že jejich erbovým znakem byla korouhvička, kolem které byly umístěny tři ozubená kolečka signalizujících ostruhy (Landavillové měli zase ve znaku růži jako symbol vítězství Jindřicha VII.) Biggles už začinal chápat, jaká je v tom všem spojitost a proto se vydal s Bertiem do hospody „U Ostruh“, kde vrchnímu krčmáři jménem Warren, potají vzal sklenici s jeho otisky, aby si svou domněnku potvrdil. Warrenova sestra jménem Julie často kolem Ringlesby Hallu jezdila na koni. S otisky poslal poté Biggles Bertieho do Scotland Yardu.
Mezitím k Ringlesby Hallu přijela vystrašená Diana, po níž někdo v lese vystřelil, ale trefil jenom její přední sklo. Rozčilený Leo, netrpělivě pobízel Bigglese, aby mu pověděl podrobnosti, Biggles však pro jeho vlastní bezpečí mlčel, avšak Dianě raději všechno řekl, neboť se čím dál tím více strachovala o Lea. Té noci past na zloděje sklapla, avšak zloděj Bigglesovi těsně unikl, ale při útěku ztratil svou zbraň. Bertie přišel záhy po jeho útěku, ale stihl si zapsat číslo auta lupiče a donesl Bigglesovi nástroje na braní otisků, díky čemuž měl už dost důkazů, aby ho zatkl. Lupičem byl hospodský Warren. Hned ráno se ho vydali zatknout, avšak kvůli velké rychlosti se Warren vyboural a zemřel.
Biggles proto zajel za jeho sestrou, které pověděl všechno, co Warren provedl a ta se mu se vším přiznala. Warren bylo ve skutečnosti přeměněné příjmení z De Warine a tři hvězdy byly ve skutečnosti tři ostruhy (název hospody „U Ostruh“). Rod De Warinů stejně jako rod Landaville nevymřel a po celou dobu od 15. století vraždili Landavilly z důvodu pomsty kvůli Ringlesby Hallu. Havraní krákání mělo sloužit jako symbol smrti, neboť při popravách De Warinů požírali havrani zbytky těl a tak jim to tímto způsobem chtěli vrátit. Julie se snažila bratrovi ve vraždění bránit a projížděla se proto často u Hallu, aby si případně Leofrica vzala, což byl jiný způsob jak navrátit aspoň zčásti De Warinův majetek. Hospodský De Warine se snažil ukrást Jindřichův dekret, aby ho zničil a tím by už Leo neměl důkaz, že mu Ringlesby Hall patří. Tím pádem by De Warinové uspěli se svým právem vlastnictví, který celou dobu skladovali. Julie nakonec uzavřela s Leofricem vzájemný mír a tím tedy nadobro skončila nesnášenlivost mezi Landavilly a De Wariny. Biggles se s Bertiem po tomto úspěšně vyřešeném případu vrátil zpět do Scotland Yardu.

## Hlavní postavy
- James „Biggles“ Bigglesworth
- Bertram „Bertie“ Lissie
- sir Leofric „Leo“ Landaville
- Diana Mortimoerová
- Julie De Warinová
- William De Warine
- farář
- Falkner (Leův sluha)